# جيمس براون (ناشر)
جيمس براون (بالإنجليزية: James Brown)‏ هو ناشر أمريكي، ولد في 19 مايو 1800 في أكتون في الولايات المتحدة، وتوفي في 10 مارس 1855.